# ليال وطفة
ليال وطفة (14 فبراير 1980) هي ملحّنة وموسيقيّة وممثلة صوتٍ سورية، اشتهرت بأعمالها الموسيقية في مجال الموسيقى التصويرية للأفلام والمسلسلات والإعلانات، وفازت بعدة جوائز عالمية على أعمالها طيلة مسيرتها العملية، وعملت في عدد من الشبكات التلفزيونية في الشرق الأوسط مثل مجموعة mbc، وosn وتلفزيون أبو ظبي.

## النشأة والتعليم
ولدت ليال في العاصمة السورية دمشق، وظهرت ميولها الموسيقية في سنٍ مبكرة، حيث تعلمت العزف على الكمان في المعهد العالي للموسيقى في دمشق عندما كانت في التاسعة من العمر، وعندما انتقلت مع عائلتها إلى دبي في عمر الحادية عشرة بدأت بتعلم البيانو لعامين، وسجّلت أولى تسجيلاتها كمؤدية صوتية للتلفزيون والإذاعة عندما بلغت السابعة عشرة، وبعد عملها في عددٍ من الاستديوهات في دبي؛ بدأت بتأليف موسيقاها الخاصة في الثانية والعشرين من عمرها.

## الحياة العملية
بدأت حياة وطفة العملية في عام 2002، كمهندسة ومصمّمة صوت، ومؤلفة موسيقية في مجموعة mbc ، وبعد ستة أعوام تم تعيينها رئيسة لقسم الصوت في المجموعة، وخلال ذلك كانت نشطة في صناعة الموسيقى وأنتجت أول ألبوم لها بصوتها (Lemonada) في 2004. غادرت ليال مجموعة mbc في 2009 لتبدأ عملها الخاص بإنشاء استوديو والبدء بتأليف الموسيقى، ألّفت ليال كثيرًا من الخلفيات الموسيقية لمختلف أنواع العروض التلفزيونية والإذاعية، والمسلسلات والأفلام بأنواعها في الشرق الأوسط، والولايات المتحدة الأمريكية، وكندا، والمملكة المتحدة. ودُعيت في 2014 إلى مبادرة (Berlinale Talents) في ألمانيا للمواهب البارزة في مجالات السينما والمسلسلات الدرامية ضمن 300 مدعو. وفي عام 2016 وقعت عقدا مع شركة Score a Score الأمريكية للإنتاج الموسيقي، لتصبح أحد مؤلفيها.

## الأسلوب الموسيقي
عُرف أسلوب ليال وطفة الموسيقي بدمج الألحان الشرقية مع الموسيقى الأوركسترالية الغربية، ودمج الثقافات الموسيقية عموما مع بعضها البعض.

## الجوائز
| السنة | الجائزة                                               | الترشيح                                | النتيجة           |
| ----- | ----------------------------------------------------- | -------------------------------------- | ----------------- |
| 2006  | جائزة بروماكس العالمية                                | أفضل مصمم صوت                          | الجائزة الذهبية   |
| 2007  | جائزة بروماكس آسيا                                    | أفضل مصمم صوت                          | الجائزة الفضية    |
| 2007  | جائزة بروماكس العربية                                 | أفضل مصمم صوت                          | الجائزة الفضية    |
| 2011  | جائزة مهرجان نيويورك                                  | أفضل موسيقى مبتكرة (دموع المطر)        | الجائزة البرونزية |
| 2011  | جائزة مهرجان نيويورك                                  | أفضل موسيقى روائية (طريق الموت)        | الجائزة البرونزية |
| 2015  | جائزة مهرجان الولايات المتحدة الدولي للأفلام والفيديو | أفضل موسيقى مبتكرة (Tide of Grief)     | الجائزة الفضية    |
| 2016  | جائزة هوليوود لموسيقى وسائل الإعلام                   | أفضل موسيقى فيلم قصير (Slums of India) | فائزة             |
| 2017  | جائزة مهرجان جمعية الفيلم المصرية                     | أفضل موسيقى فيلم طويل (قبل زحمة الصيف) | فائزة             |
| 2017  | جائزة مهرجان جمعية الفيلم المصرية                     | أفضل موسيقى فيلم طويل (نوارة)          | فائزة             |
| 2017  | جائزة هوليوود لموسيقى وسائل الإعلام                   | أفضل موسيقى فيلم قصير                  | مرشحة             |
| 2018  | جائزة الموسيقى العالمية                               | أفضل مقدمة مسلسل (الخطايا العشر)       | الجائزة الفضية    |

## أشهر الأعمال
| السنة | العمل          | الدور                   |
| ----- | -------------- | ----------------------- |
| 2011  | طريق الموت     | تأليف موسيقي، تحرير صوت |
| 2013  | موجة حارة      | تأليف موسيقي            |
| 2014  | ذاكرة من ورق   | تأليف موسيقي            |
| 2014  | بركان ناعم     | تأليف موسيقي            |
| 2014  | فرصة ثانية     | تأليف موسيقي            |
| 2015  | حب ولكن        | تأليف موسيقي            |
| 2015  | كعب عالي       | تأليف موسيقي            |
| 2015  | نوارة          | تأليف موسيقي            |
| 2015  | قبل زحمة الصيف | تأليف موسيقي            |
| 2016  | باب الريح      | تأليف موسيقي            |
| 2016  | خيانة وطن      | تأليف موسيقي            |
| 2017  | فوتوكوبي       | تأليف موسيقي            |
| 2018  | الخطايا العشر  | تأليف موسيقي            |

## روابط خارجية
- ليال وطفة على موقع IMDb (الإنجليزية)
- ليال وطفة على موقع ميوزك برينز (الإنجليزية)